# Herberto I de Thouars
Herberto I de Thouars (925 - 987) foi em 960, após a morte de seu pai visconde de Thouars, que corresponde á comuna francesa no departamento de Deux-Sèvres localizadas na região de Poitou-Charentes. 
Sua esposa Hildegarda fez em 988 uma doação à comunidade de Saint-Maixent-l'École e algum tempo depois do morte do marido voltou a casar, desta vez com o conde Arnoldo II de Angoulême.

## Relações familiares
Foi filho de Amalrico II do Thouars (? - c. 956) e de Eleonora. Casou com Hildegarda de Aulnay (929 - 1020), filha do visconde Cadelão I de Aulnay e da 1.ª esposa deste, Senegunda de Marcillac, de quem teve: 
1. Almarico III de Thouars (? - 997)
2. Savário III de Thouars [2] (960 - 1004) senhor feudal do Viscondado de Thouars entre 997 e 1004[3]
3. Rudolfo de Thouars (963 - 1015)
4. Teobaldo de Thouars
5. Godofredo de Thouars